# Maurice Wilmotte
Maurice Wilmotte (* 11. Juli 1861 in Lüttich; † 9. Juni 1942 in Saint-Gilles/Sint-Gillis) war ein belgischer Romanist und Mediävist.

## Leben und Werk
Wilmotte studierte in Lüttich, Paris (bei Gaston Paris und Paul Meyer) und Halle (bei Hermann Suchier). Von 1895 bis 1931 war er ordentlicher Professor in Lüttich; während des Ersten Weltkriegs lehrte er in Bordeaux und an der Sorbonne. Von 1888 bis 1941 gab er die Zeitschrift Le Moyen Age heraus. Ab dem Gründungsjahr 1920 war er Mitglied der Académie royale de langue et de littérature françaises, in der er 1922 die Comtesse de Noailles und Ferdinand Brunot begrüßte.
 1897 wurde er zum korrespondierenden und 1902 zum Vollmitglied der Académie royale des Sciences, des Lettres et des Beaux-Arts de Belgique gewählt.
Wilmotte war der Gründervater der belgischen Romanistik und Mediävistik. Zu seinen Schülern zählten Georges Doutrepont, Auguste Doutrepont, Eugène Ulrix, Jean Haust, Gustave Charlier, Lucien-Paul Thomas, Maurice Delbouille und Gustave Cohen. Er engagierte sich in der Wallonischen Bewegung.
Wilmotte veröffentlichte am 19. Oktober 1939 in Le Soir einen Artikel, in dem er der deutschen „Landnahmeforschung“, im NS „Westforschung“ genannt, vorwarf, eine militärische und politische Eroberung Belgiens ideologisch vorzubereiten.

## Werke
- L’Enseignement de la philologie romane à Paris et en Allemagne (1883–1885). Rapport à M. le ministre de l’Intérieur et de l’instruction publique, Brüssel 1886.
- Études de dialectologie wallonne, in: Romania 17–19, 1888–1890.
- Le Wallon, histoire et littérature, des origines à la fin du XVIIIe siècle, Brüssel 1893.
- Les Passions allemandes du Rhin dans leur rapport avec l’ancien théâtre français, Brüssel 1896, Paris 1898.
- La Belgique morale et politique (1830–1900), avec une préface de M. Émile Faguet, Paris 1902, Brüssel 1905.
- Trois semeurs d’idées: Agénor de Gasparin, Émile de Laveleye, Émile Faguet, Paris 1907.
- Études critiques sur la tradition littéraire en France, Paris 1909.
- La Culture française en Belgique, le passé littéraire, les conflits linguistiques, la sensibilité wallonne, l’imagination flamande, Paris 1912.
- Pourquoi il faut parler français, in: Cahiers alsaciens, Januar 1912.
- Le Français a la tête épique, Paris 1917.
- (Hrsg.) Saint-Evremond, Critique littéraire, Paris 1921.
- De l’Origine du roman en France, la tradition antique et les éléments chrétiens du roman, Brüssel/Paris 1923.
- (Hrsg.) Sainte-Beuve, La littérature française des origines à 1870, 9 Bde., Brüssel/Paris 1926–1928.
- (Hrsg.) Guillaume d’Angleterre. Roman du XIIe siècle, Paris 1927.
- Sainte-Beuve. Sa vie, sa doctrine, ses méthodes, ses repentirs, Paris 1928.
- (Hrsg.) Le Roman du Graal, Paris 1930, 1949, 1965.
- Le Poème du Gral et ses auteurs, Paris 1930.
- (Hrsg.) Parzival, par Wolfram d’Eschenbach, Paris 1933.
- Le Poème du Gral, le Parzival de Wolfram d’Eschenbach et ses sources françaises, Paris 1933.
- Nos dialectes et l’histoire, Paris 1935.
- L’Épopée française, origine et élaboration, Paris 1942, 1974.
- Origines du roman en France, l’évolution du sentiment romanesque jusqu’en 1240, Paris 1942, 1974.
- Froissart, Brüssel 1944, 1948.

## Notizen
1. ↑  Académicien décédé: Guillaume Albert Maurice Wilmotte. Académie royale des Sciences, des Lettres et des Beaux-Arts de Belgique, abgerufen am 27. Juli 2025 (französisch, mit Link zur Biographie (PDF)).
2. ↑  Hausmann, S. 92. (PDF; 10,7 MB) Auch als Print.

| Personendaten    | Personendaten                                           |
| ---------------- | ------------------------------------------------------- |
| NAME             | Wilmotte, Maurice                                       |
| ALTERNATIVNAMEN  | Wilmotte, Guillaume Albert Maurice (vollständiger Name) |
| KURZBESCHREIBUNG | belgischer Romanist und Mediävist                       |
| GEBURTSDATUM     | 11. Juli 1861                                           |
| GEBURTSORT       | Lüttich                                                 |
| STERBEDATUM      | 9. Juni 1942                                            |
| STERBEORT        | Saint-Gilles/Sint-Gillis                                |